# Annibal et ses Éléphants
Pour les articles homonymes, voir Annibal.

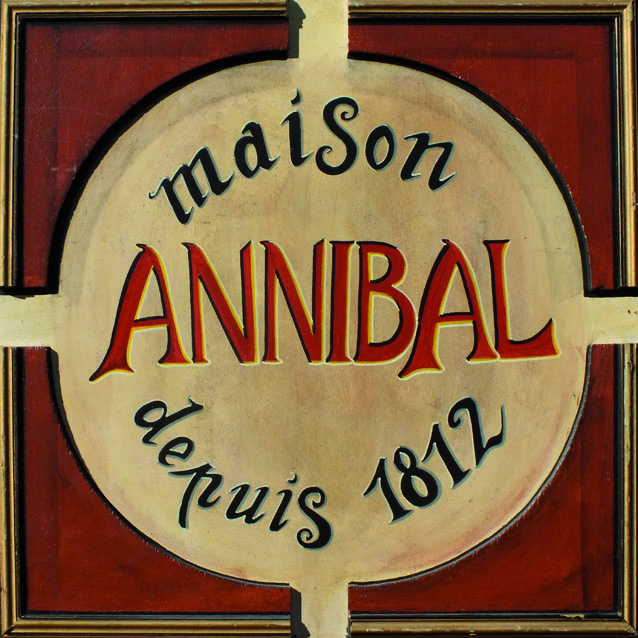
Logo de la Compagnie

Annibal et ses Éléphants est une compagnie de Théâtre de rue fondée en 1990 à Colombes (Hauts-de-Seine). Le nom de la compagnie a été choisi en référence à un titre de spectacle monté en 1812 par Ettore Fussi, ancêtre de certains des membres actuels de la compagnie.

## Historique
En 1993, la création de France-Visiteurs permet à la compagnie de participer aux Festivals Nationaux. Elle marque aussi le début d’une collaboration fidèle avec la Compagnie Oposito qui donnera naissance plus tard au Moulin Fondu, et avec le festival Grains de Folie qui donnera naissance au Fourneau de Brest.
De 1990 à 2001, la compagnie explore un théâtre burlesque et sociologique (Le Canapé Bleu, France-Visiteurs, Attention au Chien, Ambulactions)
À partir de 2002, les auteurs/comédiens de la compagnie revisitent le répertoire de leurs aïeux, ce qui donnera naissance à une trilogie foraine (La Bête, Misérables ! et Le Film du Dimanche Soir). La compagnie acquiert alors une renommée internationale dans le domaine des Arts de la Rue sous le nom de La Famille Annibal,,, et la participation à de nombreux festivals français (Les Accroches-Cœur, Chalon dans la Rue, Coup de chauffe, Fest'arts, Festival d’Aurillac, Les Invites, Viva Cité à Sotteville-lès-Rouen…) et étrangers (Namur en Mai en Belgique, Juste pour rire au Canada, Paléo festival et La Plage de Six Pompes en Suisse, Rendez Vous Chez Nous au Burkina Faso…)

Cette forme spécifique de « Théâtre partout, théâtre pour tous » revendiquée par la compagnie, donne lieu à des collaborations étroites et partenariats divers, notamment avec L'Abattoir, L’Atelier 231, Le Fourneau, Le Moulin Fondu, Quelques p'Arts le Soar, ces structures étant des Centres Nationaux des Arts de la Rue et de l'Espace Public (CNAREP).

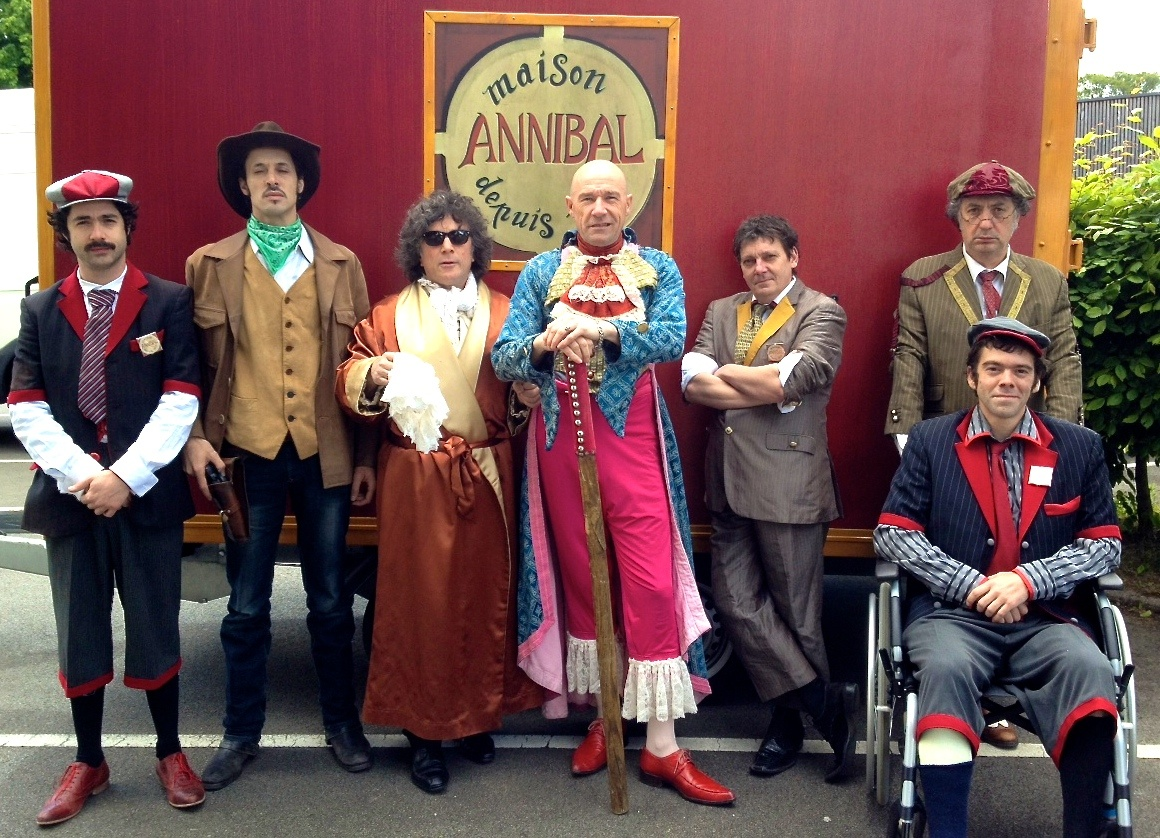
La Famille Annibal en 2015

En 1999, Annibal devient compagnie associée à La Cave à Théâtre, centre d'expression théâtrale de Colombes.
Parallèlement, entre 1999 et 2003, la compagnie crée une trilogie masquée, en salle, mise en scène par Mario Gonzalez (L’Étrange cas du Docteur Jekyll, Le Secret des Livingson, et L’Ile du Docteur Mario).
En 2010, les comédiens de la compagnie commencent à exploiter les Entresorts qui avaient fait le bonheur de la baraque de leurs arrière-grands-parents, notamment avec Igor l’Homme Chauve-Souris, Raymond l’Homme Caoutchouc, le Fakir du Kikiristan, le Strip-Tease de la Femme Invisible… qu’ils regroupent bientôt sous le titre générique de L’Obscur Palace aux Révélations Surprenantes.

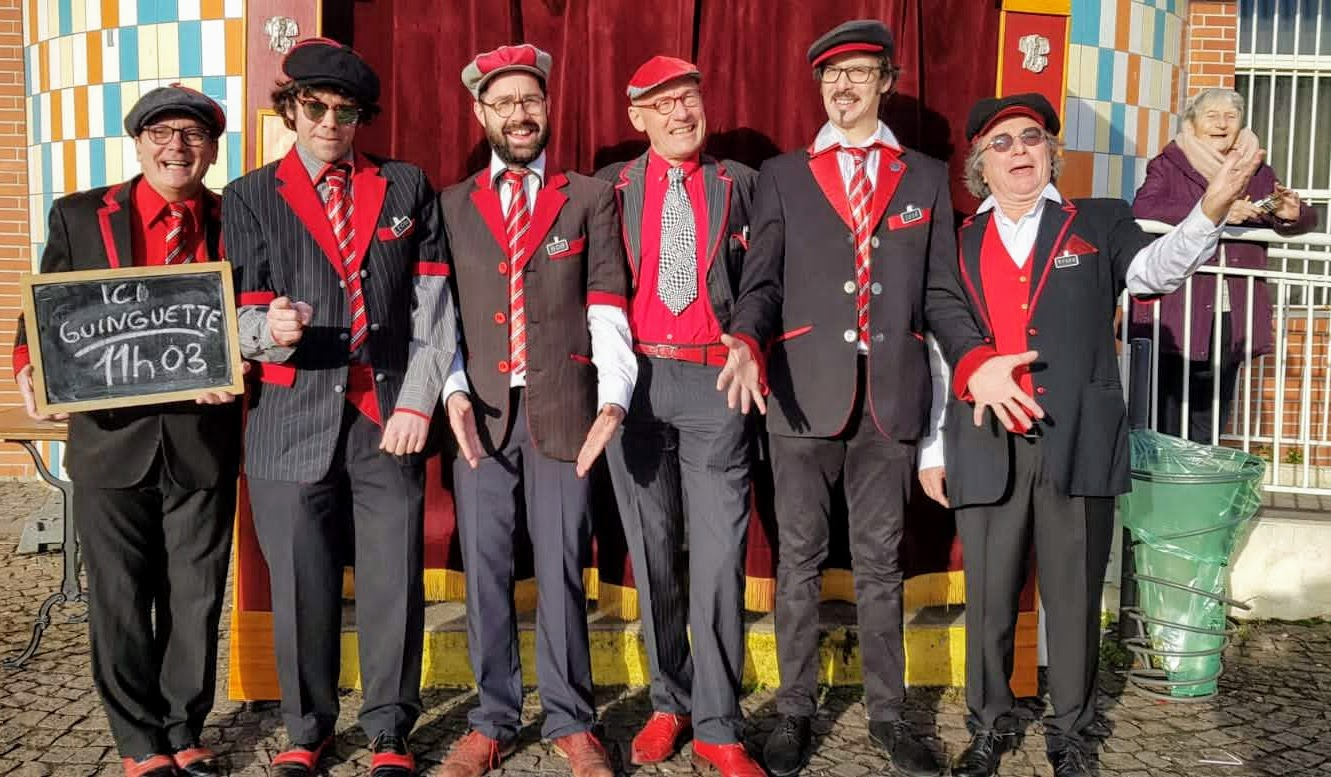
Les comédiens de la compagnie en 2020

En 2011, un comédien retrouve incidemment un film muet tourné en 1919 par Jean Fort, son aïeul. C’est ce western archaïque qui servira de support à la création du spectacle Le Film du Dimanche Soir.
En 2012, la compagnie fête son bicentenaire à l’Avant-Seine de Colombes, 2 700 personnes, invités ou spectateurs y sont présentes,.
En 2014, la rencontre avec le dessinateur Rémi Malingrëy donne lieu à la création d’Economic Strip, un spectacle en forme de bande dessinée.
En 2015, la couverture du numéro 4016 Spirou (1er avril 2015) reprend un dessin de Rob-Vel datant du début des années 1940, dont le thème est le théâtre forain, et dont le décor est celui de la baraque que la famille Annibal possédait alors ! Décor repris en 2006 pour la création de Misérables !
En 2017, la compagnie est conventionnée par la DRAC Île-de-France.
En 2018, la compagnie reprend la gestion et l'animation de la Guinguette "Au trois francs six sous" qui se tient le premier samedi du mois à Pierrefitte-sur-Seine, créée 20 ans plus tôt par une autre compagnie de rue : le S.A.M.U.
À partir de 2020, la compagnie renoue avec le théâtre masqué tout en créant deux spectacles dans leur décor "boîte à images" imaginé pour Economic Strip. D'abord, une reprise du spectacle L'Étrange cas du Docteur Jekyll et de Monsieur Hyde, adaptation du célèbre roman de Stevenson en 2021, puis Georgia, libre adaptation du roman Sylvia de Howard Fast

## Principale Créations
- 1990 : Le Canapé Bleu
- 1993 : France-Visiteurs
- 1995 : Ambulactions
- 1996 : Attention au Chien
- 1999 : L’Étrange Cas du Docteur Jekyll
- 2000 : Le Secret des Livingson
- 2002 : La Bête
- 2003 : L’Île du Docteur Mario
- 2006 : Misérables !
- 2008 : L’Île aux Menteurs
- 2010 : L’Obscur Palace aux Révélations Surprenantes
- 2011 : Le Film du Dimanche Soir
- 2015 : Economic Strip
- 2018 : Le Grand Cirque des Sondages
- 2021 : L'Étrange cas du Docteur Jekyll et de Monsieur Hyde
- 2024 : Georgia